# O treh bratih in kraljični, ki ji je zrasel rep
O treh bratih in kraljični, ki ji je zrasel rep je rezijanska pravljica, zapisal pa jo je Baudouin de Courtenay. V svoji zbirki Peklenski boter jo je med drugimi objavil Alojzij Bolhar.

## Analiza in interpretacija
Bili so trije bratje, ki so želeli oditi v svet. Mati vdova jim je dala privoljenje, najstarejšemu pa je zaupala skrb za mlajša dva brata. Tako so odšli v svet in prišli do gozda, kjer jih je zajela noč. Splezali so na smreko, tako da je najstarejši sin najmlajšega odnesel v vrh smreke, srednjega je položil v sredo, sam pa je sedel na spodnjo vejo, da bi lahko ujel brata če bi padla iz svoje veje. Ko se je znočilo so pod smreko prišle tri deklice, ki so bile čarovnice. Imele so vsega dovolj, želele so si le še mladeničev. Ko so mladeniči to slišali, so eden za drugim splezali s smreke in se jim ponudili. Pod smreko so ostali do jutra, nato pa so morali oditi vsak svojo pot. Vsaka deklica je svojemu mladeniču v slovo želela nekaj podariti. Tako je najstarejši sin dobil trobento, ki je bila kot škatla. Če jo bo odprl, ne bo tisti, ki bo poleg njega, nič vedel, in lastnik škatle bo lahko naredil, kar bo hotel. Srednji brat je dobil mošnjo, iz katere več bi vzel, več bi bilo v njej. Najmlajši brat pa je dobil trobento, s katero bi, če bi pihnil vanjo priklical toliko konjenikov in pešcev, kolikor bi hotel in bi lahko premagal vsako vojsko. Ko so bratje prišli do mesta, je starejši brat vzel mošnjo srednjega brata in se odpravil svojo pot v mesto. Ko je slišal, da hčerka njihovega kralja rada igra z vsakim, ki pride mimo in pri tem tudi vedno zmaga, se je tudi sam odšel preizkusit. Brat je položil mošnjo na mizo in dlje ko je igral, več je imel denarja, ona pa je nenehno dobivala od njega. Kraljični se je vse to zdelo čudno in obljubila mu je, da ga vzame za moža če ji pokaže kaj ima v mošnji. Ko ji je mladenič razodel skrivnost mošnje, jo je kraljična vzela in dala poklicati služabnike, ki so ga vrgli skozi vrata. Vrnil se je k bratoma in vzel trobento najmlajšega, da bi si pridobil mošnjo nazaj. Pričel je trobiti in iz nje so prišli sami vojaki. Kralj se je samo ob pogledu na množico vdal in prišleku obljubil roko svoje hčere. Ko je kraljeva hči prišla do najstarejšega brata si je želela videti trobento in brat ji jo je pokazal in ji tudi razodel njeno skrivnost. Ko ji je nato pokazal še škatlico, mu je ona vse skupaj vzela in mladenič je žalosten, lačen in utrujen odšel v gozd. Legel je pod neko drevo in tam zaspal, ko pa se je zbudil je bilo na njem polno belih in črnih smokev. Pričel je jesti bele smokve in kar naenkrat mu je zrasel rep. Ker je bil potrt mu je bilo vseeno zato je nadaljeval, dokler se belih smokev ni najedel. Nato je pričel jesti še črne smokve in rep mu je odpadel. Nabral je smokve in jih odnesel na trg da bi jih prodal. Bele je prodajal po zelo dragi ceni, da bi si jih lahko privoščila le kraljična. Ko je mimo prišla kraljeva hči ji je prodal bele smokve in ko jih je pojedla ji je začel rasti rep. Kralj je poklical vse zdravnike v njegovem kraljestvu, toda nihče ji ni upal odrezati repa. Najstarejši brat se je preoblekel v zdravnika in kralj mu je obljubil roko svoje hčere če mu uspe odstraniti rep. Mladenič pa je zahteval, da se najprej poročita in šele nato bo resnično odstranil rep in kralj in kraljična sta v to privolila. Preden sta se poročila, ji je dal črno smokvo, da jo je pojedla. Takoj ji je odpadel rep in poročila sta se. Tako je najstarejši brat postal kralj.

## Interpretacija dela
- Književni prostor: Pravljica se dogaja v gozdu, v okolici gradu in na samem gradu.
- Književni čas: Zgodba se dogaja v času gradov, kraljev in plemičev – nekje v srednjem veku.
- Književne osebe: Glavne osebe: najstarejši brat, kraljična in Stranske osebe: Srednji in najmlajši brat, kralj, mati
- Pripovedovalec: tretjeosebni
- Slog: okrasni pridevniki: bele smokve, črne smokve, kraljeva palača
- Nauk zgodbe: Vse slabo se s slabim vrača in kot pravi pregovor: »Osel ne gre trikrat na led«.

## Liki
- Mladenič (najstarejši brat) – sprva naiven in pretirano zaupljiv do kraljeve hčerke, kar pa ga kasneje izuči, da s prevaro postane kraljičnin mož in novi kralj.
- Kraljična – preračunljiva in spletkarska, vedno zna obrniti stvari v svojo korist, a na koncu mladeniča vseeno omoži, saj jo je strah, da bi za vedno imela rep.
- Mladeničeva brata (srednji in najmlajši brat) – sta zelo ubogljiva in vedno poslušata svojega starejšega brata. Brez obotavljanja mu izročita svoji darili od mladih deklic.
- Kralj – za svojo hčerko in njen dober glas je pripravljen storiti vse, celo omožiti jo s podeželskim mladeničem, da bi le izgubila rep.
- Mati – posluša želje svojih otrok in jim pusti, da odidejo v svet
- Tri sestre čarovnice: želijo si mladeniče, saj menijo da vse drugo že imajo, ker pa se morajo z njimi raziti jim v slovo podarijo čudežne predmete, mošnjo in trobenti

## Analiza pravljice
- Dogajalni čas: ni določen
- Dogajalni prostor: ni natančno določen, pod smreko, na dvoru, pod smokvo
- Pravljična števila: 3, število tri se v pravljicah pogosto nanaša na tri vidike duševnosti. 3 je pogosto tudi sveto število in to se je pojavilo že dolgo pred krščanskim naukom o sveti Trojici
- Motivi: motiv preizkušnje, motiv poroke
- Ključni dogodki: odhod od doma, srečanje s tremi sestrami čarovnicami, igra s kraljično, poroka
- Teme: čarovništvo, hinavščina
- Pripovedovalec: tretjeosebni ali vsevedni
- Ponavljanje besed: ˝Tukaj sem.˝, ˝Svojemu mladeniču bom podarila...˝
- Ponavljanje dogodkov (2×): Kraljična dvakrat ukaže, naj najstarejšega brata vržejo iz dvora, ko ji ta pove o delovanju mošnje in potem še trobente.
- Čudežni predmeti: v mošnji je vedno več denarja, trobenta iz katere pride cela vojska, trobenta kot škatla, smokve po katerih ti zraste ali odpade rep
- Osebe so tipi - nimajo imen (vdova, bratje, sestre čarovnice, kraljična, kralj)
- Sporočilo: Dobro zmaga nad zlim - junaki so nagrajeni za dobro delo in kaznovani za slabo
- Ima zaplet in razplet: ko se bratje odpravijo od doma, najstarejši brat se poroči
- Tipičen začetek: Bili so trije bratje...
- Tipičen - srečen konec: najstarejši brat se poroči, ter tako postane kralj
- Vzorec home -away- home: bratje odidejo od doma, se potepajo po svetu (razne dogodivščine) in se nato ustalijo na dvoru, ki je njihov novi dom

## Izdaje
- 1972 (prva izdaja Peklenskega botra)
- 1990 Mohorjeva založba